# 威尔弗雷德·鲍马
威尔弗雷德·鲍马（Wilfred Bouma，1978年6月15日—），荷蘭足球運動員，可擔任中堅或左閘，其職業生涯長時間效力荷甲球會PSV燕豪芬。
他曾是荷蘭國家足球隊成員，參加過2008年歐洲國家盃。

## 生平
保馬是於荷蘭一所業餘球會「SV Rood-Wit '62」開始球員生涯。1994年與荷蘭巨型班PSV燕豪芬簽定學徒球員合約。於1996年-1999年間，保馬曾多次外借至低組別球會吸收經驗。回到燕豪芬後，由於其速度快、傳中準繩，常擔任左中場，後來則改任左後衛。
2002年世界盃外圍賽時，荷蘭隊面臨關鍵階段，保馬首次代表國家隊上陣。2000年9月2日，保馬上陣的首場比賽乃對愛爾蘭。其後，保馬參加了2004年歐洲國家盃，主教練艾禾卡特讓他擔任中堅，後來回到PSV後，主教練希丁克亦讓他擔任中堅。
2005年8月30日轉會窗完結之前，保馬加盟了英超中游球會阿士東維拉，轉會費350萬英鎊。加盟阿士東維拉後由於傷病，並未成功融入球隊，但自馬田·奧尼爾到來出任主教練後，隊長加雷斯·巴里改任中場，保馬的傷病康復，他成為阿士東維拉固定的左後衛人選。
保馬於2008年2月9日首次為阿士東維拉進球，對紐卡素的比賽48分鐘射入。同年保馬足踝脫臼，加上連串傷患後，18個月以來沒有為維拉一隊上陣，球隊宣佈在2009/10年球季後其合約屆滿後不再續約。
在季前熱身賽表現出色，保馬於2010年8月30日獲母會PSV燕豪芬給予一紙兩年合約。

## 榮譽
PSV燕豪芬
- 荷甲冠軍 : 2000、2001、2003、2005
- 荷蘭盃冠軍 : 1996、2005、2012
- 克魯伊夫盾冠軍 : 2000、2001、2003、2012

## 外部連結
- 足球数据库：威尔弗雷德·鲍马的球员统计数据
- wereldvanoranje 保馬數據（荷兰文）